# Southampton Football Club 2020-2021
Questa voce raccoglie le informazioni riguardanti il Southampton Football Club nelle competizioni ufficiali della stagione 2020-2021.

## Maglie e sponsor
| Casa | Trasferta | Terza maglia |

Sponsor ufficiale: LD Sports, poi Sportsbet.io
Fornitore tecnico: Under Armour

## Organico

### Rosa
Rosa e numerazione sono aggiornate al 2 febbraio 2021.
| N. |                        | Ruolo | Calciatore         |
| -- | ---------------------- | ----- | ------------------ |
| 1  | Inghilterra (bandiera) | P     | Alex McCarthy      |
| 2  | Inghilterra (bandiera) | D     | Kyle Walker-Peters |
| 3  | Inghilterra (bandiera) | D     | Ryan Bertrand      |
| 4  | Danimarca (bandiera)   | D     | Jannik Vestergaard |
| 5  | Inghilterra (bandiera) | D     | Jack Stephens      |
| 6  | Spagna (bandiera)      | C     | Oriol Romeu        |
| 8  | Inghilterra (bandiera) | C     | James Ward-Prowse  |
| 9  | Inghilterra (bandiera) | A     | Danny Ings         |
| 10 | Scozia (bandiera)      | A     | Che Adams          |
| 11 | Inghilterra (bandiera) | C     | Nathan Redmond     |
| 12 | Mali (bandiera)        | C     | Moussa Djenepo     |
| 14 | Irlanda (bandiera)     | A     | Michael Obafemi    |
| 17 | Scozia (bandiera)      | C     | Stuart Armstrong   |
| 19 | Giappone (bandiera)    | A     | Takumi Minamino    |
| 20 | Irlanda (bandiera)     | C     | Will Smallbone     |
| 22 | Ghana (bandiera)       | D     | Mohammed Salisu    |

| N. |                        | Ruolo | Calciatore       |
| -- | ---------------------- | ----- | ---------------- |
| 23 | Inghilterra (bandiera) | A     | Nathan Tella     |
| 27 | Francia (bandiera)     | C     | Ibrahima Diallo  |
| 31 | Inghilterra (bandiera) | D     | Kayne Ramsay     |
| 32 | Inghilterra (bandiera) | A     | Theo Walcott     |
| 35 | Polonia (bandiera)     | D     | Jan Bednarek     |
| 40 | Inghilterra (bandiera) | A     | Dan N'Lundulu    |
| 41 | Inghilterra (bandiera) | P     | Harry Lewis      |
| 44 | Inghilterra (bandiera) | P     | Fraser Forster   |
| 45 | Inghilterra (bandiera) | C     | Sam McQueen      |
| 47 | Irlanda (bandiera)     | A     | Will Ferry       |
| 52 | Inghilterra (bandiera) | C     | Ryan Finnigan    |
| 62 | Francia (bandiera)     | D     | Allan Tchaptchet |
| 64 | Svizzera (bandiera)    | C     | Alex Jankewitz   |
| 65 | Australia (bandiera)   | C     | Caleb Watts      |
| 72 | Inghilterra (bandiera) | C     | Kgaogelo Chauke  |